# بيترو مارياني
بيترو مارياني هي مخرجة وممثلة إيطالية، ولدت في 1964.

## وصلات خارجية
- بيترو مارياني على موقع IMDb (الإنجليزية)